# Vöyrinkaupunki
Vöyrinkaupunki est un quartier du district de Vöyrinkaupunki à Vaasa en Finlande.

## Présentation
Les maisons en bois de Vöyrinkaupunki ont été construites dans les années 1890 et 1940. 
De nombreuses maisons ont été construites comme logements ouvriers, et elles sont petites, les maisons jumelées sont le type de logement le plus courant. 
La plupart des vieilles maisons en bois sont aujourd'hui des bâtiments protégés.
Vöyrinkaupunki, abrite de nombreux appartements étudiants de la Foundation pour le logement etudiant de Vaasa, par exemple dans l'îlot de l'Olympia. 
La rue Olympiakatu doit son nom à l'usine de moteurs finlandaise, qui y fabriquait des moteurs Olympia.
Vöyrinkaupunki compte deux écoles primaires ; l'école d'Onkilahti (école primaire) et l'école de Vöyrinkaupunki (école secondaire).
Vöyrinkaupunki abrite l'ancien cimetière de Vaasa et le nouveau cimetière de Vaasa.
Dans la partie ancienne, située du côté ouest de Vöyrinkatu, il y a un carré militaire. 
Vöyrinkaupunki compte 3 172 habitants (1.1.2015).

## Lieux et monuments
- Semaforin puisto
- Ancien cimetière de Vaasa
- Nouveau cimetière de Vaasa